# Gabriela María Luchetti
Gabriela María Luchetti (Gaiman, 11 de marzo de 1956) es una médica ginecóloga argentina, docente, investigadora y activista defensora de derechos sexuales y reproductivos.

## Trayectoria
Luchetti se graduó como médica en la Universidad Nacional de la Plata en 1979. En 1984 obtuvo la especialidad en Ginecología y Obstetricia otorgada por el Ministerio de Salud y Acción Social de la Subsecretaría de Salud de la Provincia del Neuquén; y, en 2001, obtuvo la especialización en Endocrinología Ginecológica y de la Reproducción en la Universidad Fundación Favaloro.
Su carrera docente comenzó en 1984. Desde el año 2015 es docente titular a cargo de la cátedra de Ginecología de la Facultad de Ciencias Médicas en la Universidad Nacional del Comahue. En octubre de 2017 se aprobó la cátedra libre "Aborto, derechos humanos y salud" en la Universidad Nacional del Comahue de la cual Luchetti formará parte.
Hasta 2013 se desempeñó como Jefa del Servicio de Ginecología y Coordinadora del Comité de Docencia e Investigación del Hospital Provincial de Neuquén Dr. Eduardo Castro Rendón. En 2012 creó el servicio de Control, Consejería y Anticoncepción Post Aborto. Y, desde el año siguiente, forma parte del grupo promotor y consejo asesor de la Red de Acceso al Aborto Seguro de Argentina, una red de profesionales de la salud dedicada a dar acompañamiento a mujeres en situación de aborto legal. Luchetti se destaca por su activismo en defensa de los derechos sexuales y reproductivos en el ámbito provincial, nacional y regional.[cita requerida]
En 2016 se recibió de Magíster en Género, Sociedad y Políticas por la Universidad Latinoamericana de Ciencias Sociales (FLACSO) con la tesis "La influencia de los conocimientos, percepciones y representaciones de género en la elección de anticoncepción inrauterina: un estudio regional en mujeres, varones y proveedores de salud".
En abril de 2018 fue convocada a participar como experta del cuarto plenario de las comisiones de Legislación General, Legislación Penal, Familia, Mujer, Niñez y Adolescencia, Acción Social y Salud Pública, en el marco del debate de los proyectos de interrupción voluntaria del embarazo en la Cámara de Diputados de Argentina.

## Premios y reconocimientos
En 2009 comenzó a implementar el Protocolo de Atención Post Aborto del Ministerio de la Salud de la Nación, proyecto que ganó el reconocimiento por buenas prácticas en salud sexual y reproductivas por parte del Observatorio de Salud Sexual y Derechos Humanos del Instituto de Género, Derecho y Desarrollo (INSGENAR).
En 2014 Luchetti ganó, junto a sus colegas María Mc Donnell, Lorena Cabrera, Gabriel Grossman y Guillermo Suttora, el premio a la Mejor Comunicación Oral por el trabajo “Cáncer de cuello uterino en la Provincia de Neuquén. Análisis de 10 años de casuística" presentado en el XIX Congreso Argentino de Citología. También fue seleccionada por la Organización Mundial de la Salud (OMS) para presentar un protocolo de investigación en la sede de la OMS en Ginebra. Aborto con medicamentos en contextos de ilegalidad: experiencias de acompañamiento comunitario".
Con motivo del Día Internacional de la Mujer, en 2017 el gobierno de Neuquén la reconoció, junto a otras mujeres destacadas, por su labor en el ámbito de la salud.